# Franky De Gendt
Franky De Gendt (né le 27 juin 1952 à Temse) est un coureur cycliste belge, professionnel de 1975 à 1983. Il a notamment remporté l'Étoile de Bessèges en 1980. 

## Palmarès

### Palmarès amateur
- 1974
  - 2e de la Semaine cycliste bergamasque
- 1975
  - Gand-Ypres
  - 4e étape A du Tour de Liège
  - 2e étape du Tour de Namur

### Palmarès professionnel
| - 1976 - 2e de Kuurne-Bruxelles-Kuurne - 3e du Circuit du Brabant occidental - 1977 - 1re étape du Tour de Luxembourg (contre-la-montre) - 10e des Quatre Jours de Dunkerque - 1978 - 3e étape du Tour de Grande-Bretagne | - 1980 - Étoile de Bessèges : - Classement général - 1re étape - 1982 - 9e de Paris-Bruxelles |

## Résultats sur les grands tours

### Tour de France
2 participations
- 1981 : 89e
- 1982 : hors délais (18e étape)

### Tour d'Espagne
1 participation
- 1983 : abandon (17e étape)